# Departamento Ramón Lista
Das Departamento Ramón Lista liegt im Norden der Provinz Formosa im Norden Argentiniens und ist eine von neun Verwaltungseinheiten der Provinz. Es grenzt im Norden an Paraguay, im Osten an das Departamento Bermejo, im Süden an das Departamento Matacos und im Westen an die Provinz  Salta.
Die Hauptstadt des Departamento Ramón Lista ist General Mosconi.

## Bevölkerung
Nach Schätzungen des INDEC stieg die Zahl der Einwohner im Departamento Ramón Lista von 10.928 (2001) auf 12.986 Einwohner im Jahre 2005.

## Städte und Gemeinden
Das Departamento Ramón Lista gliedert sich in eine Gemeinde dritter Kategorie, General Mosconi, und die Junta Vecinal Provincial El Potrillo.
Koordinaten: 23° 12′ S, 62° 6′ W